# باول إدوين روت
باول إدوين روت (بالألمانية: Paul Edwin Roth)‏ هو ممثل ألماني، ولد في 22 أكتوبر 1918 في ألمانيا، وتوفي بنفس المكان في 27 أكتوبر 1985.

## أعمال

### أفلام
- (1962) أطول يوم[2][3]

## وصلات خارجية
- باول إدوين روث على موقع IMDb (الإنجليزية)
- باول إدوين روث على موقع ميوزك برينز (الإنجليزية)
- باول إدوين روث على موقع أول موفي (الإنجليزية)
- باول إدوين روث على موقع قاعدة بيانات الأفلام السويدية (السويدية)
- باول إدوين روث على موقع قاعدة بيانات الفيلم (الإنجليزية)
- باول إدوين روث على موقع كينوبويسك (الروسية)